# 108. brigada Zbora narodne garde Republike Hrvatske
108. brigada Zbora narodne garde, odnosno Hrvatske vojske, ustrojena je 28. lipnja 1991. godine u selu Podcrkavlje. Brodska brigada ratovala je 1991. i 1992. godine na području slavonske i bosanske posavine. Brigada je od ljeta 1991. do proljeća 1992. bila na novogradiškoj bojišnici, a potom je uslijedilo puno teže i zahtjevnije bosansko-posavsko bojište. Padom Bosanskog Broda 1992. godine, u mjesecima listopadu i studenome slijedi demobilizacija većeg dijela brigade kroz koju je prošlo oko 5000 ljudi. Od toga broja broj poginulih branitelja je 161, dok je broj ranjenih pripadnika 751. Iz 108. ustrojeno je i nekoliko novih pričuvnih brigada Hrvatske vojske, 139. i 157. brigada.

## Povijest i ratni put brigade
Prvo okupljanje brigade bilo je 28. lipnja 1991. godine u selu Podcrkavlje kraj Slavonskog Broda gdje se okupila 1. bojna (u ono vrijeme bataljun), a na naredbu ministra obrane generala Martina Špegelja. Odaziv na mobilizacijski poziv bio je čak 84,8% (1991 od 2348), pa za 1046 boraca nije bilo naoružanja i opreme. U selu Sibinj formirana je 2. bojna a u općinskim središtima Nova Gradiška i Požega 3. i 4. bojna. Prvi zapovjednik brigade bio je g. Pero Katalinić a načelnik Stožera g. Ferdo Kožul. Za razliku od drugih brigada Zbora Narodne Garde, 108. je odmah na početku ustrojena s 4 umjesto s 3 bojne. U rujnu 1991., 3. bataljun služi kao osnova za ustroj 121. brigade, a 4. bataljun za ustroj 123. brigade HV. Novi 3. i 4. bataljuni su osnovani početkom listopada odnosno prosinca. Četvrti bataljun se ponovno ukida u ljeto 1992. u vrijeme demobilizacije. U sastav brigade ulazi 36. samostalni motorizirani bataljun nastao ukidanjem 139. brigade.
108. brigada dobila je osobnu formaciju 100.200. To je značilo da se trebala sastojati od zapovjedništva, ureda zapovjedništva, izvidničkog voda, voda veze, tri pješačka bataljuna, pratećeg voda, protuzračnog voda, inženjerijskog voda, voda radiološkog-biološko-kemijske obrane (RBKO) i logističke (pozadinske) čete. U odnosu na uobičajeni ustroj brigade ZNG-a, 108. je odmah zaživjela kao brigada s četiri bataljuna pa je njeno formacijsko stanje iznosilo 2450 ljudi.
Brigada je imala odličan odaziv dragovoljaca, ali zbog nedostatka oružja kojeg nije imala mnogi su vraćeni svojim kućama. Takav odaziv dragovoljca dobar je pokazatelj koliko su ljudi tada bili spremni braniti Hrvatsku. Od državnih izvora zatraženo je oružje i oprema za sve pripadnike brigade, a to pokazuje da nitko nije imao propisanu uniformu], već su većinom branitelji imali samo poneki maskirni detalj.
Veliki problem u to vrijeme bila je i logistika koja je trebala osigurati smještaj i hranu za veliki broj ljudi. JNA je držala brodsku vojarnu (kasarnu), a tek u rujnu će ju osvojit Hrvatska vojska i time sebi osigurati trajni smještaj. U tim prvim danima veliku ulogu odigrali su stanovnici okolnih sela koji su prihvatili branitelje i smjestili ih po svojim kućama. Kao primjer može poslužiti župnik sela Podcrkavlje Tomislav Vlaović, koji je u samo dva sata uspio po kućama smjestiti više stotina branitelja i brinuti se o njima. Inače Velečasni Vlaović je po svojoj želji postao prvi dušobrižnik brigade i ostao do 1994. godine. Tijekom mjeseca srpnja i kolovoza ustrojena je logistika brigade, pa je tako pitanje prehrane riješeno na način da je najveći dio kuhanih obroka pripreman u restoranu poduzeća "Đuro Đaković" koji je mogao zbrinuti gotovo 2000 pripadnika brigade.
Tijekom ratnog djelovanja, klima je bila faktor koji je 108. brigadi išao u korist, ali i na štetu. Najteži dani na novogradiškom bojištu bili su krajem jeseni i tijekom zime koja je te godine u Slavoniji bila vrlo oštra. Jedan od većih uspjeha na bojištu nije iskorišten zbog klimatskih prilika i plavljena terena. Protivniku je zima otežavala uporabu oklopništva u čemu je bio nadmoćniji, ali i intenzitet napada koji su bili češći od hrvatskih.
Ratni put 108. brigade protekao je u znaku borbi protiv Banjalučkog i Tuzlanskog korpusa iz 1. vojne oblasti JNA, odnosno njihovih kasnijih nasljednika iz Vojske Republike Srpske: 1. krajiškog i istočnobosanskog korpusa. Prve aktivnosti brigade bile su rutinske naravi. Najveći problem predstavljala je neujednačenost u naoružanju, jer veliki dio oružja bio je u privatnom vlasništvu nabavljan na različite načine i različitih tipova. Za prijevoz ljudi i opreme brigada je imala petnaestak kamiona i desetak osobnih automobila, uglavnom dobrovoljno predanih na upotrebu. Kasnije je brigada rekvirirala ili mobilizirala brojna druga vozila za prijevoz ljudi i opskrbu.
Krajem srpnja brigada kontrolira prijelaz preko savskog mosta koji je bio dopušten samo tijekom dana, a druge pojedine postrojbe raspodijeljene su uglavnom na ona mjesta na kojima su bile važne prometnice, industrijska postrojenja ili gdje je bila nazočna JNA (vrh Dilja, skladište u Bukovlju i Gromačniku). Do kraja mjeseca kolovoza 108. je postala prava vojna postrojba, koja je bila spremna izvršiti svaku zadaću koju pred nju postavi Glavni stožer.

### Prva borbena akcija
13. kolovoza 1991. godine okučanski su se Srbi odcijepili od Hrvatske i pripojili takozvanoj Krajini s glavnim ciljem da nekoliko dana zadrže hrvatske policajce dok JNA ne prijeđe Savu i zatim preko Okučana, Daruvara, Virovitice izađu na Dravu.
Već 16. kolovoza, srpske snage počinju provocirati, tražeći izgovor za otvoreni napad JNA. 108. brigada tada ima prvi kontakt s neprijateljem, pobunjenicima u selu Smrtići, a našla se i pod njihovom minobacačkom vatrom. Sljedećeg dana u sukob se uključuje i JNA iz smjera Bjelovara pod zapovjedništvom zloglasnog Ćeleketića. Nekoliko stotina jugovojnika i desetine borbenih vozila otvoreno puca na hrvatske snage, a zrakoplovi iz Bosne napadaju istovremeno Staru Gradišku i most preko Save. Most na Savi nije bilo moguće uništiti, pa se grad evakuira, a nalet okupatorskih snaga zaustavlja dizanjem mosta na kanalu Strug, čime je na nekoliko dana spriječen prijelaz banjalučkih jedinica u Okučane.

### Ostala ratna djelovanja
Dijelovi 108. brigade bili su angažirani na ostalim dijelovima Posavine. Velika pažnja obratila se na aktivno čuvanje prekosavskih prijelaza kod Slavonskog Šamca i Slavonskog Broda, na kojima je brigada zapriječila prijelaz srpskim pojačanjima, koja su pod krinkom redovite smjene ljudstva JNA dovezena u krizna područja. Branitelji na mostovima dobili su zapovijedi da u slučaju pokušaja prelaska JNA iz Bosne, dignu objekte u zrak.
Rat u Sloveniji je bio gotov i sukladno dogovorima između Slovenije i JNA vojska se pod punom ratnom spremom povlačila sa slovenskog teritorija. Kolone kamiona koje su iz Slovenije vozile tu opremu, prelazile su preko slobodnog hrvatskog teritorija uz pratnju hrvatske policije ali nisu nastavile put za Srbiju kako je bilo dogovoreno, već su se zaustavljale na pobunjenim područjima (Banovine, Korduna i Zapadne Slavonije).
Zajedničkom odlukom Kriznog štaba i vodstva 108. brigade, a zbog manjka naoružanja i opreme, odlučeno je da se neće mirno gledati kako ovo oružje ide neprijatelju u ruke.
21. kolovoza 1991.g. pripadnici 108. brigade zaustavili se jednu kompoziciju vlaka koji je prolazio kroz Slavonski Brod, te u toj akciji zaplijenili oko 50 brdskih topova, osamdesetak većih minobacača, nekoliko desetaka protuzrakoplovnih topova od 20mm, nešto granata i stotinjak protuoklopnih sredstava. Za samo nekoliko sati brigada je dobila višestruko veće količine naoružanja nego što je do tada imala.
15. rujna krenula je nova velika akcija. Nakon nekoliko dana blokade brodske vojarne, krenulo se u akciju oslobađanja. Dan prije tog događaja nakon dvodnevnog okruženja, predalo se skladište u Bukovlju i Gromačniku. Pripadnici 108. brigade odgovarali su na vatru iz prekosavskih uporišta, a samu vojarnu zauzeli su pripadnici 3. gardijske brigade i policije. Odmazda je bila u obliku zračnih napada na položaje 108. brigade. Tijekom sljedećih tjedana razoružane su skupine potencijalnih pobunjenika po selima diljskog podbrežja, kao i postaja JNA na Dilju. Tim akcijama 108. je postala jedna od rijetkih postrojbi u hrvatskim oružanim snagama s više od 10 tenkova, pa je tako odmah jedan dio poslan na vukovarsko ratište gdje je 19. rujna na kratko deblokiran Vukovar kada su u grad dovežena pojačanja.

## Bosanska Posavina
3. siječnja nastupilo je primirje, a agresor je utvrdio granice svoje takozvane države. Sva tehnika i naoružanje usmjereno je prema Bosni i Hercegovini.
U Posavini krajem ožujka i početkom travnja situacija je postala teška. Uz veliku premoć u ljudstvu i tehnici srpski agresor probija koridor i presijeca vezu posavine sa središnjom Bosnom i Hercegovinom.
Kako bi spriječili genocid nad Hrvatima u Posavini, hrvatsko vodstvo je od legitimnog vodstva BiH tražilo koordinaciju obrambenih napora i zajednički otpor agresiji, na što Predsjedništvo BiH pristaje. Tako tijekom proljeća i ljeta 1992. godine, legalno, gotovo cijela 108. brigada uz dosta vojnika porijeklom iz tog područja sudjeluje u obrani šireg prostora Orašja i Bosanskog Broda, a osobito u naporima na odbacivanju srpskih snaga dovoljno daleko kako bi prestalo svakodnevno granatiranje Slavonskog Broda u kojem je stradalo više od 150 civila, od kojih je nažalost 27 djece.
Pukovnik Hrvatske vojske Vinko Štefanek je komandovao HVO na području Orašja i istočne Posavine. Jedinice HVO u Orašju bile su komandom Operativne grupe "Istočna Posavina", koja im je pomagala na osnovu tadašnjeg sporazuma Franje Tuđmana i Alije Izetbegovića, jer im je bila onemogućena komunikacija s komandom HVO u Hercegovini. Na području Orašja nisu počinjeni ratni zločini.

## Demobilizacija
Još ni danas nije utvrđeno zašto je pao Bosanski Brod, a iz nekog nepoznatog razloga neki visoki vojni dužnosnici znaju zbog toga prozivati 108. brigadu. Kada bi to bilo tako onda bi trebalo samo predočiti papir u kojem 108. nije izvršila zapovijed koja joj je izdana, bilo od Vrhovnog zapovjednika ili zapovjednika Oružanih snaga RH. 161 poginuli pripadnik i 751 ranjenih pripadnika brigade dovoljno govore koliko je ta postrojba dala za obranu Hrvatske i ne daju nikome za pravo blatiti njezino djelovanje i njen častan ratni put.
Službena zapovijed o demobilizaciji brigade stigla je 22. listopada i po njoj se odmah moralo demobilizirati 50% sastava brigade. 23. listopada s crte je zbog demobilizacije izvučen 4. bataljun, a njegov pojas nadležnosti preuzeli su 1. i 3. bataljun.
Od 22. listopada do 2. studenog 1992. godine demobilizirana su 1052 pripadnika brigade, od čega 1000 vojnika, 38 dočasnika, i 14 časnika. Demobilizacija je zaustavljena zbog potreba nadzora državne granice na riječnom toku Save. Zadaću nadzora dobile su 108. i 157. brigada s po jednim bataljunom. Pojas nadzora 108. bio je od ušća rijeke Orljave do sela Ruščica kraj Slavonskoga Broda.
Neki pripadnici brigade prešli su u aktivne gardijske postrojbe, a veliki broj je nakon demobilizacije ostao je bez posla i teško se snalazio u novoj situaciji.
S tim se zaključuje ratni put 108. brigade Zbora narodne garde Republike Hrvatske tijekom 1991. i 1992. godine. Njoj je dalje ostala obveza nadzora državne granice snage jednoga bataljuna. Za dio pripadnika to je značilo samo kraj ratovanja u postrojbi koja je bila pričuvna samo po imenu, te nastavak ratnog puta u jednoj od novoustrojenih gardijskih brigada Hrvatske vojske.
Podacima iz Zapovjedništva, brigada je tijekom svog djelovanja srušila 24 vojna zrakoplova i dva helikoptera, uništila 68 tenkova i 16 oklopnih transportera.

## Zapovjedna struktura brigade
| Zapovjedništvo | Zapovjedništvo                                                                        | Zapovjedništvo                                                         | Zapovjedništvo                                                                           |
| --- | ------------------------------------------------------------------------------------- | ---------------------------------------------------------------------- | ---------------------------------------------------------------------------------------- |
| Pero Katalinić • Josip Zvirotić • Vinko Štefanek • Stanislav Sorić • Stjepan Orešković • Ivan Đurić • Josip Kecerin                            |                                                                                       |                                                                        |                                                                                          |
| Načelnici stožera |                                                                                       |                                                                        |                                                                                          |
| Ferdo Kožul • Stanislav Sorić • Stjepan Orešković • Darko Stanić • Berislav Jezidžić                                                           |                                                                                       |                                                                        |                                                                                          |
| 1. bojna zapovjednici |                                                                                       |                                                                        |                                                                                          |
| Marko Dumenčić • Antun Katalinić • Darko Stanić • Mato Lacković • Zamjenici: Marijan Lučić • Darko Stanić • Zdenko Degmečić • Ivica Pandurević |                                                                                       |                                                                        |                                                                                          |
| 1. satnija | 2. satnija                                                                            | 3. satnija                                                             | 4. satnija                                                                               |
| Zdenko Degmečić • Đuro Vukovac | Antun Radovanović • Darko Ilakovac • Marko Tomašević • Blaž Kalaut • Ivica Pandurević | Darko Stanić • Marko Tomašević • Damir Konrad                          | Zdravko Šimunović • Đuro Lukač                                                           |
| 2. bojna zapovjednici |                                                                                       |                                                                        |                                                                                          |
| Antun Polinčić • Zlatko Prebeg • Zamjenici: Damir Vinković • Valentin Koceljević                                                               |                                                                                       |                                                                        |                                                                                          |
| 1. satnija | 2. satnija                                                                            | 3. satnija                                                             | 4. satnija                                                                               |
| Ilija Crnac • Marijan Filošević • Stjepan Čeliković                                                                                            | Zlatko Prebeg • Ivan Didaković                                                        | Antun Čorak • Franjo Štević                                            | Ilija Kovačević                                                                          |
| 3. bojna zapovjednici |                                                                                       |                                                                        |                                                                                          |
| Željko Žgela • Antun Radovanović • Miroslav Mičević • Zdravko Tolić • Zamjenici: Miroslav MIčević                                              |                                                                                       |                                                                        |                                                                                          |
| 1. satnija | 2. satnija                                                                            | 3. satnija                                                             | 4. satnija                                                                               |
| Zdravko Šimunović • Damir Jurišinac • Zdenko Rubil • Damir Bjelobrk • Goran Kljufas                                                            | Ivan Čengić • Ivan Terzić • Miroslav Lipovac                                          | Josip Žgela • Zoran Lucić • Zdravko Tolić                              | Jerko Zovak • Ivan Đogaš                                                                 |
| 4. bojna zapovjednici |                                                                                       |                                                                        |                                                                                          |
| Željko Samarđija • Valentin Koceljević • Zdravko Šimunović                                                                                     |                                                                                       |                                                                        |                                                                                          |
| 1. satnija | 2. satnija                                                                            | 3. satnija                                                             | 4. satnija                                                                               |
| Karlo Pačić | Ivan Matus • Tomislav Hudovernik • Zlatko Vinković • Adam Kučibradić                  | Željko Grgurević                                                       |                                                                                          |
| Logistika i Topništvo |                                                                                       |                                                                        |                                                                                          |
| Logistika | Topništvo                                                                             | Mješoviti topnički divizijun                                           | Oklopništvo                                                                              |
| Mato Katalinić • Ivan Šlabek • Pavo Sočković • Krešimir Maras • Blaž Kozina • Jure Karan • Log.satnija: Ivan Šlabek od svibnja 1992            | Mijo Golubičić • Josip Kecerin                                                        | Dujo Stojević • Jozo Mišić • Mijo Kožić • Jozo Filipović • Mijat Lucić | Bartol Jerković • Tomislav Deanović • Berislav Jezidžić • Branko Cindrić • Drago Marijić |
| Oklopno-mehanizirana bojna | Veza                                                                                  | Vod veze                                                               | Protuzračna obrana                                                                       |
| Bartol Jerković • Tomislav Leko • Antun Mihaljević • Berislav Jezidžić                                                                         | Željko Sadorski • Ivan Knežević • Krešimir Štetić • Nino Belfinger                    | Damir Brezić • Luka Franjković • Ivica Martić                          | Ivica Levačić • Mato Gačić                                                               |

## Odlikovanja
Odlikovana je Redom Nikole Šubića Zrinskog, a za iskazano junaštvo njezinih pripadnika u Domovinskom ratu.